# Polypedates fastigo
Polypedates fastigo är en groddjursart som beskrevs av Kelum Manamendra-Arachchi och Rohan Pethiyagoda 2001. Polypedates fastigo ingår i släktet Polypedates och familjen trädgrodor. IUCN kategoriserar arten globalt som akut hotad. Inga underarter finns listade i Catalogue of Life.